# Clause de sauvegarde
Une clause de sauvegarde, (en anglais hardship clause; en allemand Härtefall), est une clause contractuelle destinée à couvrir les cas où des événements imprévus bouleversent fondamentalement l'équilibre d'un contrat, résultant en une charge excessive sur l'une ou l'autre des parties, cette clause permettant dès lors d'exiger une nouvelle négociation. Ce principe s'apparente à la théorie de l'imprévision connue en droit public.
En droit français, les modifications à la suite de circonstances imprévues sont déjà couvertes par l'article 1195 du code civil,.